# Bulnesia bonariensis
Bulnesia bonariensis är en pockenholtsväxtart som beskrevs av August Heinrich Rudolf Grisebach. Bulnesia bonariensis ingår i släktet Bulnesia och familjen pockenholtsväxter. Inga underarter finns listade i Catalogue of Life.